# Bartl Gensbichler
Bartl Gensbichler, né le 9 septembre 1956 à Hinterglemm, est un skieur alpin autrichien.
Il signe son unique succès en coupe du monde le 12 mars 1977 lors d'une descente organisée à Heavenly Valley (États-Unis).

## Coupe du monde
- Meilleur résultat au classement général : 32e en 1977
  - 1 victoire : 1 descente

### Saison par saison
- Coupe du monde 1976 :
  - Classement général : 52e
- Coupe du monde 1977 :
  - Classement général : 32e
    - 1 victoire en descente : Heavenly Valley II
- Coupe du monde 1978 :
  - Classement général : 34e

## Arlberg-Kandahar
- Meilleur résultat : 23e place dans la descente 1978 à Chamonix